# Диоген Византийски
Диоген (на гръцки: Διογένης; на латински: Diogenes, † ок. 129) е от 114 до 129 г. епископ на Византион. Той служи по време на управлението на императорите Траян и Адриан.
Той последва епископ Седекион. Негов приемник като епископ става Елевтерий.
За него има малко сведения.